# ТЕЦ Ясси I
ТЕЦ Ясси I — теплоелектроцентраль на північному сході Румунії.
У 1965—1966 роках на майданчику ТЕЦ стали до ладу три парові котли типу RO-120 продуктивністю по 120 тонн пари на годину. Від них живились дві запущені в 1966-му парові турбіни угорської компанії Lang потужністю по 25 МВт (за іншими даними — 28,6 МВт).
У 1972—1973 роках ТЕЦ доповнили двома блоками, кожен з яких мав паровий котел CPG-420 продуктивністю 420 тонн пари на годину та турбіну румунського виробництва типу DSL-50 потужністю 50 МВт.
Крім того, на майданчику змонтували чотири водогрійні котли потужністю по 116 МВт — два у 1963-му та по одному в 1968 та 1971 роках.
На початку 2010-х одну з турбін Lang та обидві турбіни DSL-50 продали на злам, так що електрична потужність ТЕЦ скоротилась до 25 МВт.
Як паливо ТЕЦ використовує природний газ, котрий надходить на північний схід країни по трубопроводу від Онешті.
Для видалення продуктів згоряння із перших трьох парових котлів спорудили димар заввишки 70 метрів. Таку саме висоту має і димар, призначений для обслуговування водогрійних котлів. Більш потужні четвертий та п'ятий парові котли використовували димар висотою 104 метри.
Можливо також відзначити, що у 1980-х роках на східній околиці міста спорудили ще одну ТЕЦ Ясси II (Холбока).